# Provincia de Yamparáez
La provincia de Yamparáez es una provincia de Bolivia que se encuentra en el departamento de Chuquisaca. Tiene una superficie de 1472 km² y una población de 27 055 habitantes (según el Censo INE 2012). La capital provincial es Tarabuco.

## Toponimia
Yamparáez lleva el nombre de los nativos Yampara. Cuando los españoles llegaron a la región de los valles interandinos bolivianos en 1540, estos estaban poblados por varios grupos étnicos, siendo el grupo más numeroso, con dos mil habitantes, los Yamparas, nombre del cual deriva la denominación de la provincia.

## Historia
El departamento de Chuquisaca fue creado por decreto de 23 de enero de 1826 sobre el territorio de la intendencia de La Plata con tres provincias: Cercado o Yamparáez, Tomina y Cinti, habiendo sido uno de los cinco departamentos con los que nació la República de Bolívar, que luego cambió de nombre por el de Bolivia.
Por ley del 18 de noviembre de 1912, la Provincia del Cercado se dividió en dos, creando la provincia de Oropeza al oeste y la provincia de Yamparáez al este.

## Geografía
La provincia es una de las 10 provincias que componen el departamento de Chuquisaca. Se encuentra en el noroeste de este y está geográficamente situada en la franja subandina que forman los valles centrales de Bolivia, a una altura media de unos 3000 m s. n. m. Tiene una superficie de 1472 km², lo que representa un 2,86 % de la superficie total del departamento. Está ubicada sobre los 19° 16’ de latitud sur y los 64° 96’ de longitud oeste del meridiano de Greenwich. Limita al oeste con la provincia de Oropeza, al este con la provincia de Zudáñez y al sur con el departamento de Potosí.

## Demografía
De acuerdo con el censo boliviano de 2024, la población de la provincia de Yamparáez es de 21 788 habitantes.
La población de la provincia ha disminuido casi un tercio en las últimas tres décadas:
| Año  | Habitantes | Fuente |
| ---- | ---------- | ------ |
| 1992 | 31 263     | Censo  |
| 2001 | 29 567     | Censo  |
| 2012 | 26 577     | Censo  |
| 2024 | 21 788     | Censo  |

## Municipios
La provincia de Yamparáez está compuesta de 2 municipios, los cuales son:
- Tarabuco
- Yamparáez

## Cultura
En la provincia de Yamparáez nace una de las danzas más representativas de Bolivia como es el Pujllay y el Ayarichi reconocidos en el 2015 por la UNESCO como parte del Patrimonio cultural inmaterial de la humanidad.